# Michel Audrain
Pour les articles homonymes, voir Audrain.
Michel Audrain, né le 6 novembre 1961 à Rennes en Ille-et-Vilaine, est un joueur et un entraîneur de football français. Durant sa carrière de joueur, il évolue aux postes de milieu offensif et d'attaquant, de la fin des années 1970 au début des années 1990.
Il fait ses débuts de footballeur au Cercle Paul-Bert Ginguené, à Rennes, avant de rejoindre en catégorie junior Angers SCO, où il fait ses débuts professionnels. Il signe ensuite aux Girondins de Bordeaux, où il remporte deux titres de champion de France en 1984 et 1985. Après un passage à l'Olympique de Marseille, au Stade lavallois et au Stade rennais, il finit sa carrière professionnelle au FC Annecy.
Devenu entraîneur, il dirige les centres de formation d'Angers SCO, de l'AS Saint-Étienne, du Stade lavallois et du FC Lorient. Il occupe également des postes d'entraîneur adjoint, auprès de Denis Troch, Philippe Hinschberger, Hubert Fournier et Christian Gourcuff, et dirige plusieurs équipes réserves.
Il intègre en mars 2020 la cellule recrutement du FC Nantes, avant de devenir entraîneur adjoint de l'équipe féminine du Paris SG de 2021 à 2022.
En mars 2024, il est recruté par l'US Avranches (National) pour remplacer Damien Ott, qui vient d'être licencié .

## Biographie

### Joueur
Michel Audrain commence le football au sein du Cercle Paul-Bert Ginguené, un club de quartier de la ville de Rennes, à l'âge de huit ans,. Il rejoint en 1978 Angers SCO, sous contrat aspirant, et fait ses débuts avec les professionnels à l’âge de dix-sept ans, lors de la troisième journée du championnat 1979-1980. Dans ce match, disputé au stade du Ray face à l'OGC Nice et à l'issue duquel les deux équipes font match nul zéro but partout, Michel Audrain entre en jeu à la 75e minute de la rencontre, en remplacement de Karim Maroc. En mai 1980 il figure dans une pré-liste de 25 joueurs en vue du championnat d'Europe juniors, mais n'est pas retenu dans la liste finale. En juillet 1980 il signe un contrat stagiaire avec son club formateur. Ailier puncheur et bon dribbleur, il s'impose comme titulaire dès la saison suivante, que le club angevin termine à la dix-septième place. Malgré la relégation en Division 2 en 1981, il devient international espoir et dispute en fin de saison le Tournoi de Toulon. L'équipe dirigée par Jacky Braun termine quatrième de la compétition. En 1982, le club angevin termine huitième de son groupe de Division 2 et en juin, Michel Audrain dispute de nouveau le Tournoi de Toulon avec les « Bleuets ». Les jeunes français terminent septièmes de la compétition.
Après avoir signé son premier contrat professionnel, Michel Audrain est recruté en 1982 par les Girondins de Bordeaux. Aux Girondins, l'entraîneur Aimé Jacquet l'utilise comme remplaçant en attaque, derrière les titulaires Bernard Lacombe et Dieter Muller. En fin de saison, les Bordelais terminent vice-champions de France derrière le FC Nantes. En 1983-1984, Michel Audrain et ses coéquipiers remportent le titre grâce à une différence de buts favorable sur l'AS Monaco. Les Bordelais réussissent la saison suivante à conserver leur titre, en ne concédant que quatre défaites et en ayant la meilleure attaque. Le club atteint la même année la demi-finale de la Coupe d'Europe des clubs champions où il est éliminé, sur le score de trois buts à deux sur les deux matchs, par la Juventus menée par Michel Platini. Michel Audrain ne dispute cependant aucune rencontre de cette compétition.
Il rejoint, en même temps que son coéquipier Antoine Martinez, l'Olympique de Marseille pour la saison 1985-1986 dans l'optique d'y obtenir une place de titulaire. Il ne parvient cependant pas à s'imposer et l'entraîneur Žarko Olarević le sort de l'équipe type. Douzièmes du championnat, les Olympiens atteignent la finale de Coupe de France. Titulaire au coup d'envoi de la rencontre face à son ancien club, les Girondins de Bordeaux, il s'incline avec ses coéquipiers sur le score de deux buts à un à l'issue de la prolongation,. L'OM en reconstruction, il est prêté en 1986 au Stade lavallois, pour une saison où il joue vingt-six matchs et marque huit buts. 
À la fin de son prêt en 1987, il rejoint le Stade rennais qui vient de redescendre en Division 2. Dixièmes du championnat, les Rennais terminent troisièmes la saison suivante, et disputent les pré-barrages d'accession à la Division 1, face au Nîmes Olympique. Ils s'inclinent à ce stade de la compétition sur le score d'un but à zéro.
Après deux saisons chez les rouge et noir, il signe, en 1989 au Quimper CFC, pour continuer à y évoluer en Division 2, mais le club finistérien dépose le bilan en fin de saison. La saison suivante, il s'engage avec le FC Annecy, autre club de Division 2, où il termine sa carrière professionnelle en 1992, le club ayant également déposé le bilan. Il revient alors dans sa région d'origine et, dispute une saison sous les couleurs des Voltigeurs de Châteaubriant, en Division 4, terminée à la dixième place du groupe D. Il s'engage ensuite avec le SC Notre-Dame-des-Champs, club amateur basé à Angers, avec lequel il dispute une dernière saison comme joueur.

### Entraîneur
Michel Audrain se reconvertit comme entraîneur et se dirige alors vers un rôle de formateur. En 1994, il prend la responsabilité du centre de formation d'Angers SCO et de l'équipe C en DH, puis dirige l'équipe réserve jusqu'en 1996. Il part ensuite à l'AS Saint-Étienne pour deux ans, où il prend en charge les moins de quinze ans du club.
En 1998, il rejoint le Stade lavallois comme directeur du centre de formation et entraîneur de l'équipe réserve. Après quatre ans à ce poste, il devient en 2002 directeur du centre de formation du FC Lorient et entraîneur des moins de 18 ans, puis en juillet 2005 de l'équipe réserve du club. Il retourne en septembre 2005 au Stade lavallois, comme adjoint de Denis Troch.
En juin 2007, toujours comme adjoint de Denis Troch, il signe à l'ES Troyes AC. À la suite d'une sixième place en championnat de Ligue 2, alors que le club visait la montée, le duo d'entraîneurs est remercié par le président de l'ESTAC en mai 2008.
Il retourne alors au Stade lavallois comme entraîneur-adjoint de Philippe Hinschberger, poste qu'il quitte en juin 2013 car il souhaite entraîner une équipe depuis l'obtention de son DEPF en 2010. Il rejoint finalement le Stade de Reims, en Ligue 1, comme adjoint d'Hubert Fournier pour la saison 2013-2014,. En mai 2014, il suit Hubert Fournier à l'Olympique lyonnais, toujours comme adjoint, mais reste au club lorsque celui-ci est remercié, en décembre 2015. En poste jusqu'à la fin de la saison 2015-2016, il quitte Lyon en mai 2016, pour devenir adjoint de Christian Gourcuff au Stade rennais. Il retrouve ainsi sa ville natale, l'un des anciens clubs, et un entraîneur qu'il avait côtoyé au FC Lorient. Le 6 novembre 2017, jour de son anniversaire, le club annonce qu'il est remercié en même temps que Christian Gourcuff. Il fut également le sélectionneur de l'équipe de Bretagne de 2010 à 2016.
Il devient en juin 2018 l’entraîneur adjoint de Fabien Mercadal au Stade Malherbe Caen. En fin de saison, il quitte son poste puis, intègre en mars 2020 la cellule recrutement du FC Nantes. Sa mission s'achève le 5 octobre 2020 à la fin du mercato.
Michel Audrain est l'entraîneur adjoint de l'équipe féminine du Paris SG de 2021 à 2022.
En mars 2024, il remplace Damien Ott comme entraîneur de l'US Avranches (National) pour tenter de maintenir le club en National. A l'issue de la saison 2024-2025, il quitte le club puis il s'engage avec les Voltigeurs Châteaubriant (National 2). 

## Palmarès joueur

### En club
- Champion de France en 1984 et en 1985 avec les Girondins de Bordeaux
- Vice-champion de France en 1983 avec les Girondins de Bordeaux
- Finaliste de la Coupe de France en 1986 avec l'Olympique de Marseille

### En sélection
- International Juniors et Espoirs

### Statistiques
- 139 matchs pour 19 buts inscrits en Division 1[34]
- 135 matchs pour 13 buts marqués en Division 2[35]
- 1 match en Coupe d'Europe des Clubs Champions
- 2 matchs en Coupe de l'UEFA

## Statistiques
Le tableau ci-dessous résume les statistiques en match officiel de Michel Audrain durant sa carrière de joueur professionnel,.
| Saison                | Club                   | Championnat           | Championnat | Championnat | Coupe(s) nationale(s) | Coupe(s) nationale(s) | Compétition(s) continentale(s) | Compétition(s) continentale(s) | Compétition(s) continentale(s) | Total | Total |
| Saison                | Club                   | Division              | M.          | B.          | M.                    | B.                    | Comp.                          | M.                             | B.                             | M.    | B.    |
| 1979-1980             | Angers SCO             | Division 1            | 21          | 4           | 1                     | 0                     | -                              | -                              | -                              | 22    | 4     |
| 1980-1981             | Angers SCO             | Division 1            | 21          | 1           | 2                     | 0                     | -                              | -                              | -                              | 23    | 1     |
| 1981-1982             | Angers SCO             | Division 2            | 20          | 3           | 1                     | 0                     | -                              | -                              | -                              | 21    | 3     |
| 1982-1983             | Girondins de Bordeaux  | Division 1            | 23          | 3           | 2                     | 0                     | C3                             | 1                              | 0                              | 26    | 3     |
| 1983-1984             | Girondins de Bordeaux  | Division 1            | 9           | 1           | 1                     | 0                     | C3                             | 1                              | 0                              | 11    | 1     |
| 1984-1985             | Girondins de Bordeaux  | Division 1            | 20          | 4           | 3                     | 2                     | C1                             | 1                              | 0                              | 24    | 6     |
| 1985-1986             | Olympique de Marseille | Division 1            | 26          | 3           | 7                     | 2                     | -                              | -                              | -                              | 33    | 5     |
| 1986-1987             | Stade lavallois (prêt) | Division 1            | 19          | 3           | 12                    | 5                     | -                              | -                              | -                              | 31    | 8     |
| 1987-1988             | Stade rennais FC       | Division 2            | 30          | 3           | 3                     | 0                     | -                              | -                              | -                              | 33    | 3     |
| 1988-1989             | Stade rennais FC       | Division 2            | 22          | 2           | 6                     | 0                     | -                              | -                              | -                              | 28    | 2     |
| 1989-1990             | Quimper CFC            | Division 2            | 26          | 4           | 0                     | 0                     | -                              | -                              | -                              | 26    | 4     |
| 1990-1991             | Annecy FC              | Division 2            | 9           | 0           | 1                     | 0                     | -                              | -                              | -                              | 10    | 0     |
| 1991-1992             | Annecy FC              | Division 2            | 28          | 1           | 0                     | 0                     | -                              | -                              | -                              | 28    | 1     |
| Total sur la carrière | Total sur la carrière  | Total sur la carrière | 274         | 32          | 39                    | 9                     | -                              | 3                              | 0                              | 316   | 41    |